# گیره‌وود
گیره‌وود (به لاتین: Girəvud یا Kirəvud) یک منطقه مسکونی در جمهوری آذربایجان است که در شهرستان لریک واقع شده است. گیره‌وود ۲۶۲ نفر جمعیت دارد.

## ریشه واژه
گیر در زبان تالشی به‌معنی قوس، طاق یا انحراف و وود به‌معنی جایگاه، زمین یا مکان است و گیره‌وود یعنی زمین ناهموار یا دارای شیب با انحراف.